# Janusz Kowalski
Janusz Kowalski (* 8. Juni 1952 in Świebodzin) ist ein ehemaliger polnischer Radrennfahrer.

## Karriere
1973 wurde Janusz Kowalski Dritter der polnischen Meisterschaft im Straßenrennen. 1974 errang er in Montreal den Titel des Straßen-Weltmeisters der Amateure. Im selben Jahr wurde er Dritter der polnischen Straßenmeisterschaft sowie der Bergmeisterschaft und gewann den Titel im Mannschaftszeitfahren mit seinem Verein Legia Warschau. 1975 gewann er die Bulgarien-Rundfahrt mit drei Etappensiegen und die  Tour of Małopolska sowie 1976 die Polen-Rundfahrt. Zweimal – 1974 und 1976 – startete er bei der Internationalen Friedensfahrt; 1974 wurde er 16. der Gesamtwertung, 1976 belegte er Platz 14. 1976 trug er zudem für einen Tag das Violette Trikot für den aktivsten Fahrer.